# Bratislava V
O Distrito de Bratislava V (em eslovaco Okres Bratislava V) é uma unidade administrativa da Eslováquia Ocidental, situado na Bratislava (região), com 121.259 habitantes (em 2003) e uma superfície de 94 km². 
Compreende os seguintes bairros de Bratislava:
- Petržalka
- Jarovce
- Rusovce
- Čunovo

Limita ao oeste com Áustria, ao sul com Hungria e com o Danúbio, e ao este e ao norte com os distritos de Bratislava I e Bratislava II assim como conm o Distrito de Senec.

## Demografia
| Ano:        | 1994    | 2004    | 2014    | 2024    |
| ----------- | ------- | ------- | ------- | ------- |
| Broj ljudi: | 130 503 | 119 441 | 111 001 | 121 843 |
| Razlika:    |         | -8,47%  | -7,06%  | +9,76%  |

| Ano:               | 2023    | 2024    |
| ------------------ | ------- | ------- |
| Número de pessoas: | 122 048 | 121 843 |
| Diferença:         |         | -0,16%  |